# Eromanga Sensei
Eromanga Sensei (エロマンガ先生) é uma série japonesa de Light novel de romance leve, escrita por Tsukasa Fushimi e ilustrada por Hiro Kanzaki. A ASCII Media Works publica treze volumes da série sob a marca Dengeki Bunko desde de dezembro de 2013 a agosto de 2022. Uma adaptação de mangá ilustrada por Rin começou foi serializado na Dengeki Daioh de maio de 2014 a maio de 2021. Uma adaptação de anime produzida pelo studio A-1 Pictures foi ao ar em abril até junho de 2017.

## Sinopse
A história gira em torno do estudante Masamune Izumi, do ensino médio, que adora escrever Light novels. Não tendo habilidade artística, Masamune sempre obtém seus romances ilustrados por um parceiro anônimo usando o Pseudónimo "Eromanga Sensei", conhecido por desenhar imagens questionáveis e pervertidas, apesar de extremamente confiável. Além de equilibrar sua paixão e escola, Masamune também está preocupado em cuidar de seu único membro da família - sua irmã mais nova, Sagiri Izumi. Um Hikikomori por natureza, Sagiri se trancou em seu quarto por mais de um ano e constantemente manda em Masamune, apesar de suas tentativas de fazê-la sair do quarto. No entanto, quando Masamune descobre inadvertidamente que seu parceiro anônimo foi Sagiri o tempo todo, seu relacionamento com os irmãos rapidamente salta para novos níveis de emoção, especialmente quando uma bela autora de mangá Shōjo mais vendida entra na briga.

## Personagens
Masamune Izumi (和泉正宗, Izumi Masamune)
Seiyū: Yoshitsugu Matsuoka
O protagonista da série é um aluno do primeiro ano. Quando ele estava no ensino médio, ganhou um prêmio por escrever uma série de romances leves. Mais tarde, ele escreve uma série conhecida como Silverwolf of Reincarnation e contrata um ilustrador anônimo chamado "Eromanga Sensei", mas descobre que Eromanga Sensei é sua própria irmã Sagiri Izumi.
Sagiri Izumi (和泉紗霧, Izumi Sagiri)
Seiyū: Akane Fujita
A protagonista da série e a manchete Eromanga Sensei, ela é uma menina de 12 anos de idade, uma estudante do primeiro ano do ensino médio. Ela é uma hikikomori que nunca sai do quarto, nem para comer, mas confia no irmão para levar comida para o quarto. Mais tarde, ele começa a convidar seu irmão para seu quarto e se abre mais para o mundo, até se aventurando fora dos limites de seu quarto. Apesar de parecer muito inocente, ela é extremamente pervertida.
Megumi Jinno (神野めぐみ, Jinno Megumi)
Seiyū: Ibuki Kido
Megumi é colega de Sagiri e ex-modelo amadora. Ela quer ser amiga de Sagiri, mas também um pouco pervertida.
Elf Yamada (山田エルフ, Yamada Erufu)
Seiyū: Minami Takahashi
Ela é uma autora popular de novela leve de 14 anos que já vendeu mais de 2 milhões de cópias. Ela mora ao lado de Masamune. Ela geralmente se veste no estilo lolita. O nome verdadeiro dela é Emily Granger. Ela também tem sentimentos por Masamune.
Tomoe Takasago (高砂智恵, Takasago Tomoe)
Dublado por: Yui Ishikawa
Tomoe é amigo de Masamune e trabalha em meio período em uma livraria local.
Muramasa Senju (千寿ムラマサ, Senju Muramasa)
Dublado por: Saori Ōnishi
Ela é uma autora popular de romances leves que sonha em escrever o melhor romance do mundo e está apaixonada por Izumi-Masamune.
Ayame Kagurazaka (神楽坂あやめ, Kagurazaka Ayame)
Dublado por: Mikako Komatsu
Ela é editora de Masamune, Muramasa e Kunumitsu. Ela sabia desde o início que Eromanga-sensei é Sagiri.
Chris Yamada (山田クリス, Yamada Kurisu)
Dublado por: Seiichirō Yamashita
Ele é o irmão mais velho de Elf, assim como seu editor.
Kunimitsu Shidō (獅童国光, Shidō Kunimitsu)
Dublado por: Nobunaga Shimazaki
Ele é o kohai de Masamune e é um estudante universitário, geralmente quando bebe bebidas, perde o controle. Ele acredita que Masamune é homossexual por causa de seu comportamento em relação a Eromanga-sensei (ele acredita que é um homem). Nos romances leves, é revelado que ele está apaixonado por Ayame Kugarazaka.